# Result型
関数型プログラミングにおいて、Result型（英語: Result type）は、戻り値またはエラーコードを保持するモナディック型である。これは、例外処理に頼らないエラー処理の洗練された方法を提供する。失敗する可能性のある関数がResult型を返す場合、プログラマは結果にアクセスする前に、結果が成功であるか失敗であるかを確認することが強制される。これにより、プログラマがエラー処理を忘れる可能性が排除される。

## 例
- Elmでは、標準ライブラリでtype Result e v = Ok v | Err eとして定義されている[1]。
- Haskellでは、慣例により、標準ライブラリでdata Either a b = Left a | Right bとして定義されているEither型がこの用途に使用される[2]。
- Kotlinでは、標準ライブラリでvalue class Result<out T>として定義されている[3]。
- OCamlでは、標準ライブラリでtype ('a, 'b) result = Ok of 'a | Error of 'b typeとして定義されている[4]。
- Rustでは、標準ライブラリでenum Result<T, E> { Ok(T), Err(E) }として定義されている[5][6]。
- Scalaでは、標準ライブラリでEither型が定義されているが[7]、従来の例外処理によるエラー処理も提供している。
- Swiftでは、標準ライブラリで@frozen enum Result<Success, Failure> where Failure : Errorとして定義されている[8]。
- C++では、標準ライブラリでstd::expected<T, E>として定義されている[9]。

### Rust
Result型にはis_ok()メソッドとis_err()メソッドがある。
```
const
 
CAT_FOUND
: 
bool
 
=
 
true
;

fn
 
main
()
 
{

    
let
 
result
 
=
 
pet_cat
();

    
if
 
result
.
is_ok
()
 
{

        
println!
(
"Great, we could pet the cat!"
);

    
}
 
else
 
{

        
println!
(
"Oh no, we couldn't pet the cat!"
);

    
}

}

fn
 
pet_cat
()
 
-> 
Result
<
(),
 
String
>
 
{

    
if
 
CAT_FOUND
 
{

        
Ok
(())

    
}
 
else
 
{

        
Err
(
String
::
from
(
"the cat is nowhere to be found"
))

    
}

}

```